# Durvalumab
Durvalumab ist ein monoklonaler Antikörper (Typ: IgG1κ, human), der zur Therapie von Lungenkarzinomen zugelassen ist. Die Neueinführung des Arzneistoffs wurde als Schrittinnovation eingestuft.

## Pharmakologie
Durvalumab ist ein Checkpointinhibitor und wird zur Immuntherapie eingesetzt. Der Antikörper bindet spezifisch an PD-L1 (programmed cell death ligand 1).
PD-L1 interagiert mit PD-1 (programmed cell death protein 1) und CD80 (Lymphozyten-Aktivierungsantigen) und hemmt dadurch die Aktivität von T-Zellen (zytotoxische Aktivität, Proliferation, Produktion von Zytokinen). Dies ist ein Mechanismus der Tumorzellen, um sich gegen das körpereigene Immunsystem zu schützen (Immunevasion). Durch Durvalumab werden die Wechselwirkung von PD-L1/PD-1 und PD-L1/CD80 unterdrückt sowie Proliferation und Aktivität von T-Zellen gegenüber Tumorzellen (antitumorale Antwort) verstärkt.
Die Plasmahalbwertszeit beträgt circa 18 Tage.

## Indikation
Durvalumab ist zugelassen für die Indikation des lokal fortgeschrittenen, inoperablen nicht-kleinzelligen Lungenkarzinoms (NSCLC, Stadium III) bei Erwachsenen. Die Wirksamkeit wird zwar als relativ unabhängig vom PD-L1-Status eingestuft, dennoch sollten die Tumorzellen eine Expression des Oberflächenproteins PD-L1 von ≥ 1 % aufweisen (erhöhte Effektivität).
Seit 2020 besteht eine Zulassung zur Erstlinientherapie des kleinzelligen Bronchialkarzinoms im Stadium IV (ED) in Verbindung mit Etoposid und Platin (Cis- oder Carboplatin) unabhängig von der PD-L1-Expression. 
Seit 2023 ist Durvalumab in die Kombinationstherapien der Erstlinientherapien des Leberzellkarzinoms und der Tumoren von Gallengängen und Gallenblase hinzugefügt worden.
In einigen Staaten erfolgte darüber hinaus eine Zulassung für die Therapie des Urothelkarzinoms.

## Prognose
Durvalumab wird beim NSCLC angewandt, wenn nach einer Platin- und Strahlen-basierten Therapie kein Fortschreiten des Karzinoms festgestellt wurde. Die Substanz verlängert das progressionsfreie Überleben des Patienten. Das mittlere Gesamtüberleben unter Placebo betrug in den betreffenden Studien 29 Monate. Unter Durvalumab konnte es nach > 3 Jahren noch nicht ermittelt werden (Stand: 2018). Das mittlere progressionsfreie Überleben lag bei 16,8 Monaten (Placebo: 5,6 Monate).

## Nebenwirkungen
Häufigere Nebenwirkungen sind:
- Infektionen der oberen Atemwege
- Husten
- Diarrhoe
- Abdominalschmerz
- Erytheme
- Juckreiz
- Hyperthermie
- Ödeme

Therapielimitierende Faktoren sind vermutlich weitgehend auf die immunstimulierende Wirkung zurückzuführen. Hierzu können diverse Entzündungsreaktionen zählen, etwa im Rahmen von Pneumonie, Hepatitis und Colitis. Tierversuche legen mögliche teratogene Eigenschaften nahe.

## Frühe Nutzenbewertung
In Deutschland müssen seit 2011 neu zugelassene Medikamente mit neuen Wirkstoffen gemäß § 35a SGB V einer „frühen Nutzenbewertung“ durch den Gemeinsamen Bundesausschuss (G-BA) unterzogen werden, wenn der pharmazeutische Hersteller einen höheren Verkaufspreis als nur den Festbetrag erzielen möchte. Nur wenn ein Zusatznutzen besteht, kann der Arzneimittelhersteller mit dem Spitzenverband der gesetzlichen Krankenkassen einen Preis aushandeln. Die Dossierbewertungen, auf deren Basis der G-BA seine Beschlüsse fasst, erstellt das Institut für Qualität und Wirtschaftlichkeit im Gesundheitswesen (IQWiG).
2019 wurde nach diesem Verfahren Durvalumab als Monotherapie zur Behandlung des lokal fortgeschrittenen, inoperablen nicht-kleinzelligen Lungenkarzinoms (NSCLC) bei Erwachsenen bewertet, deren Tumoren PD-L1 in ≥ 1 % der Tumorzellen exprimieren und deren Krankheit nach einer platinbasierten Radiochemotherapie nicht fortgeschritten ist. Gemäß G-BA-Beschluss gibt es gegenüber Best Supportive Care als zweckmäßiger Vergleichstherapie einen Anhaltspunkt für einen beträchtlichen Zusatznutzen.

## Fertigarzneimittel
Der Arzneimittelhersteller AstraZeneca stellt unter dem Handelsnamen Imfinzi® seit Oktober 2018 ein Konzentrat zur Herstellung einer Infusionslösung (intravenös) mit 50 mg/ml Durvalumab zur Verfügung.